# Hanna Pysmenska
Hanna Serhijiwna Pysmenska (ukrainisch Ганна Сергіївна Письменська, * 12. März 1991 in Winnyzja, Ukrainische SSR, Sowjetunion) ist eine ukrainische Wasserspringerin. Sie startet in den Disziplinen Kunstspringen vom 1-m- und 3-m-Brett und im 3-m-Synchronspringen.
Pysmenska nahm an den Olympischen Spielen 2008 in Peking teil und wurde im 3-m-Synchronspringen zusammen mit Marija Woloschtschenko Siebte. Im Einzelwettbewerb schied sie als 27. im Vorkampf aus.
Bei den Europameisterschaften 2009 in Turin wurde sie Vierte vom 3-m-Brett, ein Jahr später gewann sie zusammen mit Olena Fedorowa mit Silber bei den Europameisterschaften 2010 in Budapest ihre erste internationale Medaille. 2011 erreichte sie dreimal das Finale, konnte jedoch keine Medaille gewinnen.